# Doratogonus praealtus
Doratogonus praealtus là một loài cuốn chiếu thuộc họ Spirostreptidae. Chúng thường được tìm thấy ở Nam Phi và Eswatini.